# CollectieGelderland
CollectieGelderland is een Nederlandse website waar Gelderse musea collecties tonen. Het is een initiatief van de Stichting Gelders Erfgoed. 
CollectieGelderland startte in 2001, onder de naam IGEM (Internet Gelderse Musea). Er zijn behalve voorwerpen, die permanent tentoongesteld staan in de aangesloten musea, ook objecten te zien die zich - door plaatsgebrek of doordat ze erg kwetsbaar zijn - in de depots bevinden.
In maart 2009 werd onder de naam CollectieGelderland een vernieuwde website gelanceerd.
De website is tot stand gekomen met steun van de provincie Gelderland. Doelstelling van het project is om collecties van Gelderse musea en historische verenigingen te ontsluiten op het internet. Inmiddels (in 2019) doen er meer dan 50 musea mee en zijn er rond de 750.000 voorwerpen te bekijken.
Musea die meedoen zijn onder andere:
- Museum voor Moderne Kunst Arnhem
- Nederlands Tegelmuseum
- Museum Het Valkhof
- Paleis Het Loo
- Historisch Museum Ede